# Conservadorismo socialista
Socialismo conservador, conservadorismo socialista ou socialismo burguês referem-se à defesa de uma monarquia com "consciência social".

## História
Um dos primeiros auto-proclamado proponente do "socialismo conservador" foi o político austríaco Klemens von Metternich já em 1847. Os monarquistas começaram a usar o "socialista" como uma antítese do "laissez-faire burguês" indicando confiança em uma "consciência social". "em oposição ao individualismo puro. Metternich dizia que os objetivos de um socialismo tão conservador eram "pacíficos, harmonizadores de classe, cosmopolitas, tradicionais". O "socialismo monárquico" promoveu o paternalismo social retratando o monarca como tendo o dever "paternal" de proteger seu povo dos efeitos das forças econômicas livres. O "socialismo conservador" de Metternich via o liberalismo como formas de ditadura de classe média sobre as massas e o nacionalismo como emancipador no caso de Guilherme I.
Johann Karl Rodbertus, um latifundiário conservador monarquista e advogado que brevemente serviu como ministro da educação na Prússia em 1848, promoveu uma forma de socialismo de estado liderada por uma monarquia iluminada que apoiava a regulação estatal da economia.
No seu Príncipios do Comunismo, Frederico Engels descreve-os como "socialistas em título", que somente procuram remover os males inerentes à sociedade capitalista, enquanto fundamentalmente mantêm as estruturas sociais existentes, as quais acrescentam instituições sociais, como sistemas de segurança social, e declaradamente grandiosas reformas sociais. Entre os comunistas, opiniões variam sobre se o estereótipo do socialista burguês está a procurar proteger ou justificar o estado de coisas. Argumentam que, ao invés de abolir as classes sociais, os socialistas burgueses pretendem elevar todos à classe burguesa, para permitir a todos a possibilidade de acumular capital sem uma classe laboral. No seu Manifesto Comunista, Marx e Engels usam filantropos, monges ("fanáticos da temperança") e reformistas do regime como exemplos deste tipo de socialismo, que declaram opor os seus próprios objectivos políticos. Marx referencia a obra Miséria da Filosofia de Pierre-Joseph Proudhon como sendo de cariz burgo-socialista, declarando: "O socialista burguês quer todas as vantagens das condições sociais modernas sem as lutas e perigos necessariamente resultantes destas condições". As duas figuras pontífices do comunismo consideram-nos como trabalhando para os inimigos dos comunistas ao preservar as estruturas da sociedade que os comunistas procuram demolir, e assim Engels declara a necessidade da revolução socialista derrubar todos os burgueses, incluindo os que advogam por versões conservadoras do socialismo.

## Socialismo de direita
Socialismo de direita é usado como um termo pejorativo por alguns movimentos e políticos conservadores de livre mercado e  libertários de direita para descrever variantes intervencionistas do conservadorismo, pois eles as veem apoiando o paternalismo e a solidariedade social em oposição ao comercialismo, individualismo e à economia laissez-faire. Eles argumentam que o conservadorismo paternalista apoia a hierarquia social promovida pelo Estado e permite que certas pessoas e grupos tenham um status mais alto em tal hierarquia que é conservadora.
Embora distinto, o socialismo de direita também é usado mais comumente para se referir a formas social-democratas moderadas de socialismo quando contrastado com o marxismo-leninismo e outras alternativas de esquerda mais radicais. Durante o período pós-guerra no Japão, o Partido Socialista do Japão dividiu-se em dois partidos socialistas diferentes, geralmente distinguidos no Partido Socialista Esquerdista do Japão e o Partido Socialista Direitista do Japão. Este último recebeu mais de 10 por cento dos votos nas eleições gerais de 1952 e 1953 e era um partido social-democrata moderado de centro-esquerda.